# Heterocaryum
- Commons
- Wikispecies

Heterocaryum é um gênero de plantas pertencente à família Boraginaceae.